# Способ «резинового листа»
Способ «резинового листа» (rubber-sheeting) — один из способов ортотрансформирования изображений, построенных по законам нецентральной проекции. Применяется в картографии для обработки снимков, полученных с космических аппаратов и самолётов, высотных карт, а также исторических карт. Также позволяет исправить неточности, возникающие на границах между несколькими снимками для получения бесшовной склейки. При наличии более точного изображения может применяться для коррекции менее точного.
Этот способ используется при большом количестве сравнительно равномерно расположенных плановых опорных точек. Поле точек объединяют в сеть треугольников, преимущественно используя метод триангуляции Делоне. Для каждого треугольника производят трансформирование, например, часто применяется аффинное с использованием полинома первой степени:
{\displaystyle X=a_{0}+a_{1}x+a_{2}y},
{\displaystyle Y=b_{0}+b_{1}x+b_{2}y},
где X,Y — искомые плановые геодезические координаты каждого пикселя создаваемого ортофотоизображения;
x,y — измеренные координаты данного пикселя исходного изображения;
a,b — параметры связи координат.
Для каждого полученного треугольника параметры связи свои, которые определяют с использованием опорных точек бесконтрольно.
Далее используя найденные производят пересчёт координат для всех пикселей внутри треугольника. Для точек, лежащих на рёбрах треугольников, координаты получают дважды. Поэтому приходится выполнять геометрическое объединение ортотрансформированных фрагментов-треугольников.
Преобразование может вносить значительные искажения, но в то же время является ценным способом коррекции некоторых изображений, например карт, выполненных от руки или без соблюдения проекции.
Множество современных ГИС поддерживают метод, он широко используется для объединения данных. На базе метода были разработаны различные алгоритмы соединения (conflation, конфляции).